# آيت مولاي (آيت زياد)
آيت مولاي هو دُوَّار يقع بجماعة سيدي بوخالف، إقليم أزيلال، جهة بني ملال خنيفرة في المملكة المغربية. ينتمي الدوّار لمشيخة آيت زياد التي تضم 19 دوار. يقدر عدد سكانه بـ 118 نسمة حسب الإحصاء الرسمي للسكان والسكنى لسنة 2004.

## وصلات خارجية
- البوابة الوطنية للجماعات الترابية
- المندوبية السامية للتخطيط